# Farula petersoni
Farula petersoni är en nattsländeart som beskrevs av Donald G. Denning 1973. Farula petersoni ingår i släktet Farula och familjen Uenoidae. Inga underarter finns listade i Catalogue of Life.